# Coenagrion holdereri
Coenagrion holdereri là một loài chuồn chuồn kim trong họ Coenagrionidae.
Coenagrion holdereri được miêu tả khoa học năm 1900 bởi Förster.